# إدكارلوس
إدكارلوس كونسيساو سانتوس (10 مايو 1985 بلاورو دي فريتاس في البرازيل - ) هو لاعب كرة قدم برازيلي وكوري جنوبي في مركز الدفاع. شارك مع منتخب البرازيل تحت 20 سنة لكرة القدم. أما مع النوادي، فقد لعب مع أتلتيكو مينييرو وغريميو بورتو أليغرينزي وكروز آزول ونادي بنفيكا ونادي ساو باولو ونادي سبورت ريسيفه ونادي سونغنام ونادي فلومينينسي ونادي كروزيرو وDesportivo Brasil ‏.

## روابط خارجية
- هذه المقالة غير مرتبط بويكي بيانات